# Peter Funnekötter
Peter Funnekötter (n. 11 iunie 1946, Münster, Germania) este un canotor ce a reprezentat Germania, medaliat olimpic. A participat la o ediție a Jocurilor Olimpice (1972) în care a câștigat o medalie de bronz.

## Participări
Lista de mai jos prezintă principalele competiții la care a participat Peter Funnekötter de-a lungul carierei.
- rowing at the 1972 Summer Olympics – men's coxless four[*][4]